# Luzino (gromada)
Luzino – dawna gromada, czyli najmniejsza jednostka podziału terytorialnego Polskiej Rzeczypospolitej Ludowej w latach 1954–1972.
Gromady, z gromadzkimi radami narodowymi (GRN) jako organami władzy najniższego stopnia na wsi, funkcjonowały od reformy reorganizującej administrację wiejską przeprowadzonej jesienią 1954 do momentu ich zniesienia z dniem 1 stycznia 1973, tym samym wypierając organizację gminną w latach 1954–1972.
Gromadę Luzino z siedzibą GRN w Luzinie utworzono – jako jedną z 8759 gromad na obszarze Polski – w powiecie wejherowskim w woj. gdańskim na mocy uchwały nr 26/III/54 WRN w Gdańsku z dnia 5 października 1954. W skład jednostki weszły obszary dotychczasowych gromad Luzino, Barłomino i Kębłowo ze zniesionej gminy Luzino w tymże powiecie. Dla gromady ustalono 27 członków gromadzkiej rady narodowej.
1 stycznia 1960 do gromady Luzino włączono miejscowości Dąbrówka, Robakowo, Sychowo, Zielony Dwór, Dąbrowski Młyn i Pieniążki ze zniesionej gromady Gowino oraz miejscowości Milwino, Milwińska Huta, Wyszecino, Wyszecińska Huta, Pionki i Owczarnia ze zniesionej gromady Smażyno w tymże powiecie.
1 stycznia 1962 do gromady Luzino włączono miejscowości Zelewo, Bielawa, Grabowino i Nowy Dwór ze zniesionej gromady Zamostne w tymże powiecie.
14 lipca 1967 ze wsi Kębłowo w gromadzie Luzino wyłączono serię działek (arkusze map 1, 20 i 21), włączając je do wsi Luzino w tejże gromadzie.
Gromada przetrwała do końca 1972 roku, czyli do kolejnej reformy gminnej. 1 stycznia 1973 w powiecie wejherowskim reaktywowano zniesioną w 1954 roku gminę Luzino.